# Rio Tapirapé (vattendrag i Brasilien, Mato Grosso)
Rio Tapirapé är ett vattendrag i Brasilien.   Det ligger i delstaten Mato Grosso, i den centrala delen av landet, 600 km nordväst om huvudstaden Brasília.
Omgivningen kring Rio Tapirapé består i huvudsak av gräsmarker. Området är nästan obefolkat, med mindre än två invånare per kvadratkilometer.